# Zeuctophlebia
Zeuctophlebia is een geslacht van vlinders van de familie spanners (Geometridae), uit de onderfamilie Oenochrominae.

## Soorten
- Z. squalidata Walker, 1863
- Z. tapinodes Turner, 1904